# Jean-Louis Comolli
Jean-Louis Comolli (ur. 30 lipca 1941 w Philippeville, zm. 19 maja 2022) – francuski krytyk filmowy, reżyser i scenarzysta, współtwórca nurtu krytyki ideologicznej w refleksji nad filmem. W latach 1965–1973 redaktor pisma „Cahiers du cinéma”, w latach 1966–1971 redaktor naczelny tegoż pisma.
Do Francji wyemigrował w 1961 roku pod wpływem burzliwych wydarzeń związanych z wojną algierską. W 1962 roku pod wpływem pasji do kina rozpoczął współpracę z „Cahiers du cinéma”. Przez pismo został zatrudniony dzięki obszernemu wywiadowi z Rolandem Barthes'em. Decydujący wpływ na kształt periodyku zyskał, gdy redakcja wszczęła strajk w wyniku zwolnienia długoletniego szefa Cinémathéque Française, Henriego Langlois. Od 1969 roku, kiedy ukazał się numer pisma poświęcony krytyce ideologicznej w kinie, Comolli publikował wraz z Jeanem Narbonim krytyczne teksty poświęcone medium filmowym. Za bazę dla artykułów służyła filozofia marksistowska, której Comolli był admiratorem.
Comolli zakwestionował koncepcję teoretyczną André Bazina, wedle której kino miałoby odzwierciedlać istniejącą rzeczywistość. W artykule pod tytułem Technique et ideologie snuł rozważania na temat związku kina z dyskursem naukowym oraz dominującą ideologią. Celem dociekań Comollego była próba odpowiedzi na pytanie, czy możliwe jest zakwestionowanie dominującego, wpisanego w aparat filmowy spojrzenia na sprawy społeczne. W opinii teoretyka widoczna dla widza część techniczna filmu (na przykład ekran, ujęcie) przesłania niewidoczną część procesu produkcyjnego (nagrywanie ścieżki dźwiękowej, barwienie, cięcia dokonane na materiale źródłowym). W ujęciu Comollego kino należy analizować przez pryzmat procesów ekonomicznych oraz ideologicznych, które czynią je narzędziem aparatu represji.
Comolli, wzorując się na Dziga Vertov Groupe, próbował stworzyć „kontrkino” stojące w opozycji do głównego nurtu. Krótkotrwała aktywność kolektywu twórczego pod nazwą Rewolucyjnego Frontu Kulturalnego, zakończona upadkiem w 1973 roku, zniechęciła teoretyka do działalności dziennikarskiej. W 1973 roku odszedł z „Cahiers”. Poświęcił się eksperymentom twórczym, realizując filmy takie jak La Cecilla (1975), Czerwony cień (L'Ombre rouge, 1981) oraz Cinéma, de notre temps (1988).